# كاتسوهيكو ماتسودا
كاتسوهيكو ماتسودا (باليابانية: 松田克彦؛ بالكانا: まつだ かつひこ) هو منافس ألعاب قوى ياباني، ولد في 10 مايو 1965.

## وصلات خارجية
- كاتسوهيكو ماتسودا على موقع الاتحاد الدولي لألعاب القوى (الإنجليزية)